# Filmes de 1954 da Republic Pictures

## Introdução
Em 1954, a Republic Pictures lançou 25 produções.
A essa altura já em franca decadência, o estúdio apresentou Man with the Steel Whip, seu derradeiro seriado do gênero faroeste, e Trader Tom of the China Seas, o outro cliffhanger do ano, em que todas as cenas com o ator Richard Alexander foram retiradas de S.O.S. Coast Guard, feito em 1937.
O cowboy cantor Rex Allen encerrou melancolicamente a verdadeira fábrica de faroestes B que, em grande parte, sustentou a Republic desde sua fundação. Ele estrelou The Phantom Stallion, seu único filme no ano, e retirou-se, significativamente, para a televisão.
O estúdio, porém, ainda não estava morto. Chamou Nicholas Ray para dirigir Johnny Guitar, cultuado faroeste classe A, em que Joan Crawford e Mercedes McCambridge pegam em armas pelo coração do pistoleiro Dancin' Kid.
Apesar de suas qualidades, Johnny Guitar não recebeu nenhuma atenção da Academia. O mesmo aconteceu com todas as outras produções do estúdio.

## Prêmios Oscar
Vigésima sétima cerimônia, com os filmes exibidos em Los Angeles no ano de 1954.
| Nenhuma produção recebeu quaisquer indicações |
| --------------------------------------------- |

## Seriados do ano
| Título original              | Título PT/BR            | Título PT/PT | Astro        | Diretor         | Episódios | Gênero   |
| ---------------------------- | ----------------------- | ------------ | ------------ | --------------- | --------- | -------- |
| Man with the Steel Whip      | A Vingança de El Látego |              | Dick Simmons | Franklin Adreon | 12        | Faroeste |
| Trader Tom of the China Seas | Contrabando da Morte    |              | Harry Lauter | Franklin Adreon | 12        | Aventura |

## Filmes do ano
| Título original      | Título PT/BR              | Título PT/PT            | Astros                           | Diretor             | Gênero            |
| -------------------- | ------------------------- | ----------------------- | -------------------------------- | ------------------- | ----------------- |
| The Atomic Kid       |                           |                         | Mickey Rooney, Robert Strauss    | Leslie H. Martinson | Comédia           |
| Flight Nurse         | Ao Rugir da Metralha      |                         | Joan Leslie, Forrest Tucker      | Allan Dwan          | Guerra            |
| Geraldine            | Lábios Ardentes           |                         | John Carroll, Mala Powers        | R. G. Springsteen   | Comédia           |
| Hell's Half Acre     | Um Pedaço do Inferno      | Um Pedaço do Inferno    | Wendell Corey, Evelyn Keyes      | John H. Auer        | Policial          |
| Hell's Outpost       | Rebelião dos Brutos       |                         | Rod Cameron, Joan Leslie         | Joseph Kane         | Ação              |
| Johnny Guitar        | Johnny Guitar             |                         | Joan Crawford, Sterling Hayden   | Nicholas Ray        | Faroeste          |
| Jubilee Trail        | Os Bravos Não Se Rendem   | Os Bravos Não Se Rendem | Vera Ralston, Joan Leslie        | Joseph Kane         | Faroeste          |
| Laughing Anne        | Torturada pela Paixão     | Torturada pela Paixão   | Wendell Corey, Margaret Lockwood | Herbert Wilcox      | Aventura          |
| La Lupa              | A Loba                    | A Loba                  | Kerima, Ettori Manni             | Antonio Lattuada    | Drama             |
| Make Haste to Live   | Ódio Que Não Perdoa       | Ódio Que Não Perdoa     | Dorothy McGuire, Stephen McNally | William A. Seiter   | Drama             |
| The Outcast          | Tropel dos Vingadores     | O Tropel dos Vingadores | John Derek, Joan Evans           | William Witney      | Faroeste          |
| The Phantom Stallion | O Fantasma dos Prados     |                         | Rex Allen, Slim Pickens          | Harry Keller        | Faroeste          |
| Roogie's Bump        |                           |                         | Robert Marriott, Ruth Warrick    | Harold Young        | Fantasia          |
| Sea of Lost Ships    | O Mar dos Navios Perdidos |                         | John Derek, Wanda Hendrix        | Joseph Kane         | Aventura          |
| The Shanghai Story   | Shanghai - Cidade Maldita | Xangai, Cidade Maldita  | Ruth Roman, Edmond O'Brien       | Frank Lloyd         | Espionagem        |
| Tobor the Great      | A Vingança do Monstro     | O Grande Tobor          | Charles Drake, Karin Booth       | Lee Sholem          | Ficção Científica |
| Trouble in the Glen  | O Vale da Esperança       | O Vale de Esperança     | Margareth Lockwood, Orson Welles | Herbert Wilcox      | Comédia           |
| Untamed Heiress      |                           |                         | Judy Canova, Don 'Red' Barry     | Charles Lamont      | Comédia           |

## Outros
| Título                          | Direção     | Duração   | Gênero  |
| ------------------------------- | ----------- | --------- | ------- |
| This World of Ours -- Bali      | Carl Dudley | 9 minutos | Turismo |
| This World of Ours -- Formosa   | Carl Dudley | 9 minutos | Turismo |
| This World of Ours -- Hong Kong | Carl Dudley | 9 minutos | Turismo |
| This World of Ours -- Ireland   | Carl Dudley | 9 minutos | Turismo |
| This World of Ours -- Thailand  | Carl Dudley | 9 minutos | Turismo |